# Gym Class Heroes
Gym Class Heroes (транскр. Џим клас хироуз; у преводу Хероји са часа физичког) био је амерички реп рок бенд основан 1997. године у Џениви. Групу су основали Трејви Макој и Мет Макгинли након што су се упознали на часу физичког васпитања у средњој школи. Група је објавила пет студијских албума, а остала је најпознатија по песми Stereo Hearts у извођењу са Адамом Левином.

## Дискографија
Студијски албуми
- ...For the Kids (2001)
- The Papercut Chronicles (2005)
- As Cruel as School Children (2006)
- The Quilt (2008)
- The Papercut Chronicles II (2011)